# جيفري جي. ويليامسون
جيفري جي. ويليامسون (بالإنجليزية: Jeffrey G. Williamson)‏ هو اقتصادي أمريكي، ولد في 26 نوفمبر 1935 في نيو إنجلاند في الولايات المتحدة.